# Montemurlo
Montemurlo es una localidad italiana de la provincia de Prato, región de Toscana, con 18.332 habitantes.

Ubicación de la ciudad de Montemurlo dentro de la provincia de Prato.

## Evolución demográfica
| Gráfica de evolución demográfica de Montemurlo entre 1861 y 2001 |
|                                                                  |
| Fuente ISTAT - Elaboración gráfica por parte de Wikipedia        |

## Hermanamientos
- Bir Lehlu, Sáhara Occidental
- Bovino, Italia